# 珊瑚裸尾鼠
珊瑚裸尾鼠（学名：Melomys rubicola）是一种已经灭绝的啮齿动物，属于鼠科鼠亞科。它是荆棘礁（Bramble Cay）的一种特有的孤立物种，存在于大堡礁北端的植被珊瑚礁。2009年被研究人员最后一次发现，2016年昆士兰政府和昆士兰大学宣布其灭绝，國際自然保護聯盟于2015年5月宣布其灭绝，2019年2月澳大利亚政府正式宣布其灭绝。该物种是唯一的珊瑚礁特有哺乳动物，也是因为气候变化而灭绝的第一种哺乳动物。